# Luci Turi
Luci Turi (en llatí Lucius Turius) va ser un orador i magistrat romà.
Ciceró el descriu com un orador de poc talent, però de gran diligència. Va presentar candidatura al consolat, però no en va sortir elegit per molt poques centúries. Va viure a la primera meitat del segle i aC, i era contemporani de Ciceró, de Marc Pupi Pisó, de Publi Licini Murena el Jove i de Gai Licini Macre. Tots aquests autors el mencionen.
És, sens dubte un personatge diferent a un altre també anomenat Luci Turi, que va ser acusat per Gneu Gel·li i defensat per Marc Porci Cató Censorí.